# 1359 Prieska
Az 1359 Prieska (ideiglenes jelöléssel 1935 OC) a Naprendszer kisbolygóövében található aszteroida. Cyril Jackson fedezte fel 1935. július 22-én, Johannesburgban.